# 張黻 (成化丙戌進士)
張黻（1426年—？），字致美，直隸徽州府婺源縣人，明朝政治人物。進士出身。

## 生平
景泰四年（1453年）癸酉科應天府鄉試第一百八名。成化二年（1466年）丙戌科會試第二百八十八名，殿試登進士第二甲第九名。

## 家族
曾祖張裕。祖父張員。父亲張思忠。